# Бодлив памуков хомяк
Бодливият памуков хомяк (Sigmodon hispidus) е вид бозайник от семейство Хомякови (Cricetidae).

## Разпространение и местообитание
Разпространен е в САЩ.